# Самарийгаллий
Самарийгаллий — бинарное неорганическое соединение, интерметаллид
самария и галлия
с формулой GaSm,
кристаллы.

## Получение
- Сплавление стехиометрических количеств чистых веществ:

{\displaystyle {\mathsf {Sm+Ga\ {\xrightarrow {1105^{o}C}}\ GaSm}}}

## Физические свойства
Самарийгаллий образует кристаллы
ромбической сингонии, пространственная группа C mcm, параметры ячейки a = 0,4162 нм, b = 1,1013 нм, c = 0,4095 нм, Z = 4,
структура типа борида хрома CrB
.
Соединение образуется по перитектической реакции при температуре 1105 °C
.